# Zadná Solisková veža
Zadná Solisková veža (polsky Zadnia Soliskowa Turnia, německy Hinterer Soliskoturm, maďarsky Hátsó Szoliszkótorony) je elevace v asi polovině Soliskového hrebeně ve Vysokých Tatrách. Nachází se mezi Prostrednou Soliskovou štrbinou (Malým Soliskovým hrbem) a Nižnou Soliskovou štrbinou (Prednou Soliskovou vežou).

## Název
Jako první ji pojmenovali Günther Oskar Dyhrenfurth a Hermann Rumpelt, kteří vystoupili na vrchol v roce 1906. Nazvali ji na památku svého výstupu Dyhrenfurthturm (maďarsky Dyhrenfurthtorony). Názvy byly později změněny na současné.

## Prvovýstup
- V létě: Günther Oskar Dyhrenfurth a Hermann Rumpelt 10. června 1906
- V zimě: Julius Andreas Hefty a Lajos Rokfalusy 25. března 1913[1]

## Turistika
Na vrchol nevede turistická stezka. Výstup je možný jen s horským vůdcem nebo různými cestami mohou na vrchol vystoupit horolezci.